# Coleophora tractella
Coleophora tractella é uma espécie de mariposa do gênero Coleophora pertencente à família Coleophoridae.